# 李昭煒
李昭煒，安徽婺源縣（今江西婺源）人，清朝政治人物、同進士出身。
監生出身。咸豐九年，鄉試中舉。同治十三年，登進士，改庶吉士。光緒二年，任翰林院檢討。光緒五年，任國史館協修。光緒十一年，任國史館纂修。光緒十六年，任國史館總纂。光緒十九年，任右贊善、左贊善。光緒二十年，署日講起居注官，次年實授。光緒二十一年，任右中允。光緒二十二年，任左中允、翰林院侍講、翰林院侍讀。光緒二十三年，任左春坊左庶子。光緒二十五年，任詹事府詹事。次年，任浙江鄉試正考官、江西鄉試正考官。光緒二十六年，任內閣學士、經筵講官。光緒二十七年，任兵部左侍郎。光緒二十八年，任江西鄉試正考官。光緒三十年，任工部右侍郎。次年兼署禮部右侍郎。